# Moussa Konaté (kick-boxing)
Pour les articles homonymes, voir Moussa Konaté et Konaté.
Moussa Konaté, né le 16 mai 1978, est un kickboxeur français. Konaté mesure 1,73 m et il pèse 71 kg. Son club est l'escale boxing club Konateam de Villiers-sur-Marne dans le Val-de-Marne.

## Palmarès
- Champion de France de Kick-boxing en 2001, 2002 et 2003.
- Champion du Monde WPKL de Kick-boxing en 2002 et 2004.
- Vice-Champion du Monde en 2006.
- Champion d'Europe WAKO PRO en 2008
- Champion du Monde WAKO PRO Boxe Thaïlandaise en 2009

- Combats : 105
- Victoires : 87
- Victoires par KO : 36
- Matchs nuls : 0
- Défaites : 19